# جک کرواک
جک کرواک (به انگلیسی: Jack Kerouac) با نام اصلی ژان-لوئی کرواک (به فرانسوی: Jean-Louis Kerouac) (زاده ۱۲ مارس ۱۹۲۲ در لوول، ماساچوست – درگذشته ۲۱ اکتبر ۱۹۶۹ در سن پترزبورگ، فلوریدا) رمان‌نویس و شاعر آمریکایی فرانسوی‌تبار بود.

## نسل بیت
جک کرواک از خانواده‌ای کانادایی-فرانسوی در لوول، ماساچوست زاده و در همان‌جا بزرگ شد. سپس در دانشگاه کلمبیا در رشته فوتبال تحصیل کرد. در این دانشگاه او با آلن گینزبرگ و ویلیام اس. باروز آشنا شد. این سه تبدیل به اعضای مرکزی نویسندگان نسل بیت (Beat) شدند. او در کنار ویلیام باروز و آلن گینزبرگ، یک گروه بدعت‌گذار ادبی بودند. کرواک به خاطر فی البداهه‌نویسی، آوازه بسیاری یافت.
بیت در زبان عامیانه آمریکایی به معنی «خسته و کوفته» است. هربرت هانکه از واژه بیت برای توصیف مردم بی‌پول و بی‌آینده استفاده می‌کرد. واژه «بیت» یک نامگذاری کلیشه‌ای بود که رسانه‌های آن دوره آمریکا به آن گروه، داده بودند. اما گزاره «نسل بیت» را نخستین‌بار خود جک کرواک در سال ۱۹۴۸ به پیشنهاد هربرت هانکه برای نام‌گذاری گروه دوستان خود به کار برد که همگی در خانه جان کللون هولمز کنار هم می‌آمدند.
جک کرواک اصرار داشت که واژه «بیت» از «بئاتیفیه» (Beatification) آمده که در ادبیات کاتولیک به مرحله آمرزیدگی، (یک مرحله پیش از تقدیس) گفته می‌شود. کرواک با این کار می‌خواست بر خوشبختی بی‌اندازه نسل خود تأکید کند.

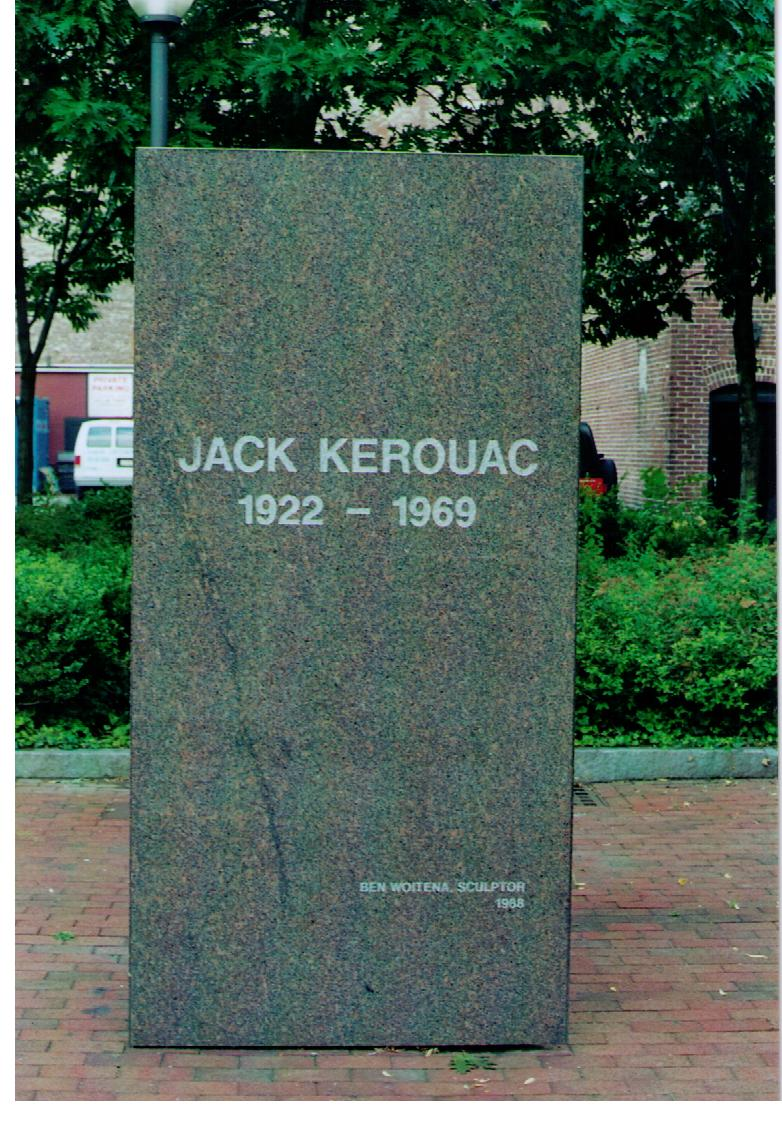
سنگ یادبود جک کرواک در لوول، ماساچوست

## نوشته‌ها
بیشتر آثار جک کرواک دربارهٔ موضوعاتی چون معنویت کاتولیک، بودیسم، مواد مخدر و مسائل اخلاقی و جنسی بود.
جک کرواک برای رویارویی با توحش (ددمنشی) دنیای مدرن، به ادبیات بداهه روی آورد. او در سال ۱۹۴۶ با نیل کسدی که الهام بخش دین موریاتی شخصیت اصلی رمان تأثیرگذار او به نام «در راه» یا در جاده (۱۹۵۷) بود آشنا شد. وی برخلاف نخستین رمانش «شهر و ولایت» (۱۹۵۰) که عامه فهم‌تر بود رمان «در راه» را با سبک فی‌البداهه‌گویی جاز نوشته‌است. اثری که کرواک بعدها آن را «عروض رقص فی‌البداهه» نامید. او در مقاله کوتاه خود با عنوان «اصول نگارش فی‌البداهه» نوشت:
نه «گزینش» بیان، بلکه تداعی آزاد ذهن در دریای بی‌کران تفکر، شنا کردن در دریای زبان، بی‌هیچ نظمی به جای پرداختن به عبارت‌های بیانگرانه و خطابی بلاغی، به مانند یک مشت که کوبیده می‌شود بر روی میز با بیانی کامل، بنگ !... هرگز نباید تصمیم به «بهبود» یا تاثیرگذارتر کردن شعر گرفت… بهترین نوشتار همیشه با بیرون کشیدن شخص از گهوارهٔ گرم و نرم ذهن محافظه کار حاصل می‌شود.
نوشته‌های برگزیده جک کرواک در کتاب «مکزیکو سیتی بلوز» (۱۹۵۹) چاپ شدند. «شعرهای پراکنده» مجموعهٔ دیگری است که در سال ۱۹۷۱ و پس از مرگ او منتشر شد.

## تاثیرپذیری
جک کرواک در نوشته‌های خود از موسیقی و به‌ویژه موسیقی جاز بهره می‌برد. جک کرواک در دهه‌های ۱۹۵۰ و ۱۹۶۰ با محافل شعری مانند رنسانس سان فرانسیسکو ارتباط داشت.

## تأثیرگذاری
ارتباط جک کرواک با شعر و موسیقی به اندازه‌ای بود که بر ترانه‌سرایان و خوانندگان آمریکایی مانند باب دیلن نیز تأثیر داشت. باب دیلن چند سال پس از انتشار رمان در جاده، آلبوم موسیقی را با الهام از این اثر منتشر کرد.
حتی پس از مرگ جک کرواک، نویسندگان و شاعران بسیاری تلاش کردند سبک زندگی مانند او داشته باشند. متیو هیلی خواننده گروه ۱۹۷۵ در سال ۲۰۱۳ به گاردین گفت: «۱۸ ساله بودم، از هر چیزی تفننی استفاده می‌کردم. من می‌خواستم جک کرواک باشم.»
روش فی‌البداهه‌نویسی کرواک بر شاعران نسل بیت تأثیر گذاشت. دو شعر «زوزه» و «kaddish» و کلاً بیشتر شعرهای بلند آلن گینزبرگ تحت تأثیر آن چیزی هستند که کرواک در «سرچشمه‌های لذت در شعر» در مورد گونه‌ای شعر جنون‌مند ذنگونه کهنه – نو می‌گوید: «روش نشان دادن چیزها به‌طور مستقیم، صریح، ناب، بدون گزینش یا توضیح، دنگ‌دنگ آوای آبی حقیقی انسان».

## مرگ
جک کرواک در ۲۱ اکتبر ۱۹۶۹ و در سن ۴۷ سالگی بر اثر خون‌ریزی داخلی به خاطر مصرف بیش از اندازه نوشیدنی الکلی در گذشت.

## سینما
بر پایه رمان «در جاده»، در سال ۲۰۱۲ فیلمی به «در جاده» توسط والتر سالس ساخته شد.
در سال ۲۰۱۳ فیلمی به نام «عزیزانت را بکش» دربارهٔ پایه‌گذاران «نسل بیت»، جک کرواک، ویلیام اس. باروز و آلن گینزبرگ توسط جان کروکیداس ساخته شد.

## آثار ترجمه‌شده به فارسی
- «هایکوهای امریکایی» ترجمه فرید قدمی؛ نشر آفرینش
- «ولگردهای دارما» ترجمه‌ی فرید قدمی، نشر روزنه
- «مگی کسیدی» ترجمه‌ی یگانه وصالی، نشر مروارید
- «در راه» ترجمه‌ی احسان نوروزی (نشر چشمه) / «در جاده» ترجمه‌ی محمد رزازیان (نشر سرزمین اهورایی) / «در جاده» ترجمه‌ی یاشین آزادبیگی (نشر کوله‌پشتی)
- «دور از بودا» ترجمه‌ی فرید قدمی، نشر فصل پنجم
- «اشراق در پاریس» ترجمه‌ی محمد رزازیان، نشر نیماژ
- «زیرزمینی‌ها» ترجمه‌ی محمد رزازیان، نشر نیماژ
- «مسافر تنها» ترجمه‌ی سلماز بهگام، نشر ورا
- «بیگ سور» ترجمه‌ی فرید قدمی، نشر روزنه
- «تریستسا» ترجمه‌ی محمد رزازیان، نشر چشمه